# Impatiens lasiophyton
Impatiens lasiophyton är en balsaminväxtart som beskrevs av Joseph Dalton Hooker. Impatiens lasiophyton ingår i släktet balsaminer, och familjen balsaminväxter. Inga underarter finns listade i Catalogue of Life.